# Buduma jezik
Buduma jezik (boudouma, yedima, yedina, yidana, yidena; ISO 639-3: bdm), čadski jezik uže skupine biu-mandara. Njime govori preko 54 000 ljudi, poglavito uz sjevernu obalu jezera Chad u departmanu Mamdi, Čad (51 600; 1993 popis) i 3 000 u Nigeriji na otocima jezera Chad u državi Borno; oko 200 u Kamerunu.
Etnička grupa Buduma govori sjeverni i južni dijalekt. Piše se na latinici; ribari i uzgajivači goveda.

## Vanjske poveznice
- Ethnologue (14th)
- Ethnologue (15th)